# Castelmola
Castelmola település Olaszországban, Szicília régióban, Messina megyében. Lakosainak száma 1062 fő (2023. január 1.). Castelmola Taormina, Gaggi, Letojanni, Mongiuffi Melia és Giardini-Naxos községekkel határos.

## Népesség
A település lakossága az elmúlt években az alábbi módon változott:
| Lakosok száma | 1115 | 1126 | 1062 |
|               | 2017 | 2018 | 2023 |